# Гренландія (острів)
Гренландія — північноамериканський острів, який розташований на крайньому північному сході континенту, в Арктиці, за 740 км від Північного полюсу, і повністю займає однойменний найбільший у світі острів. Загальна площа країни 2 166 086 км² (12-те місце у світі), з яких на суходіл припадає 2 166 086 км², лише 410 449 км² вільні від льоду, решта 1 755 637 км² під покровним льодовиком. Площа країни у 3,5 рази більша за площу території України.

## Назва
Офіційна назва — Гренландія (гренл. Kalaalit Nunaat; дан. Grønland). Назва острова давньоскандинавською означає — Зелений острів. Таку назву острову 981 року дав його першовідкривач вікінг Ерік Торвальдсон (Рудий), який за ісландськими сагами був вигнаний з Ісландії за вбивство. Він разом зі своєю родиною і рабами вирушив на кораблях, щоб знайти землю, яка, за чутками, лежала на північному заході. Назва була вигадана, імовірно, для залучення поселенців, саме такої думки був літописець 1100 року. Водночас південна частина острова зеленіє в літній час, а назва Гренландія поширилась на увесь острів лише у XV столітті. На середньовічних картах Гренландія називалась також Грунтланд (Gruntland) і Енгронеланд (Engroneland), від grunt — «земля», терміну, який застосовували до мілководних заток. Можливо помилково від grøn — «зелений». Місцева гренландська назва Калаалліт Нунаат означає Земля людей калаалліт.

## Географічне положення
Гренландія — північноамериканська острівна країна, що не має сухопутного державного кордону. Найбільша ширина із заходу на схід близько 1200 км. Гренландія на півночі омивається водами моря Лінкольна, на північному сході — Гренландського моря Північного Льодовитого океану; на південному заході — водами Дейвісової протоки і моря Лабрадор, на південному сході — моря Ірмінгера Атлантичного. На сході через води Данської протоки межує з Ісландією; на заході водами проток Дейвісової, Сміта і Нерса відділена від Канадського Арктичного архіпелагу (Канада). Загальна довжина морського узбережжя 44,09 тис. км.
Згідно з Конвенцією Організації Об'єднаних Націй з морського права (UNCLOS) 1982 року, протяжність територіальних вод країни встановлено в 3 морські милі. Виключна рибальська зона встановлена на відстань 200 морських миль (370,4 км) від узбережжя, або визначених кордонів і серединних ліній. Континентальний шельф — 200 морських миль (370,4 км) від узбережжя, або визначених кордонів і серединних ліній.

### Час

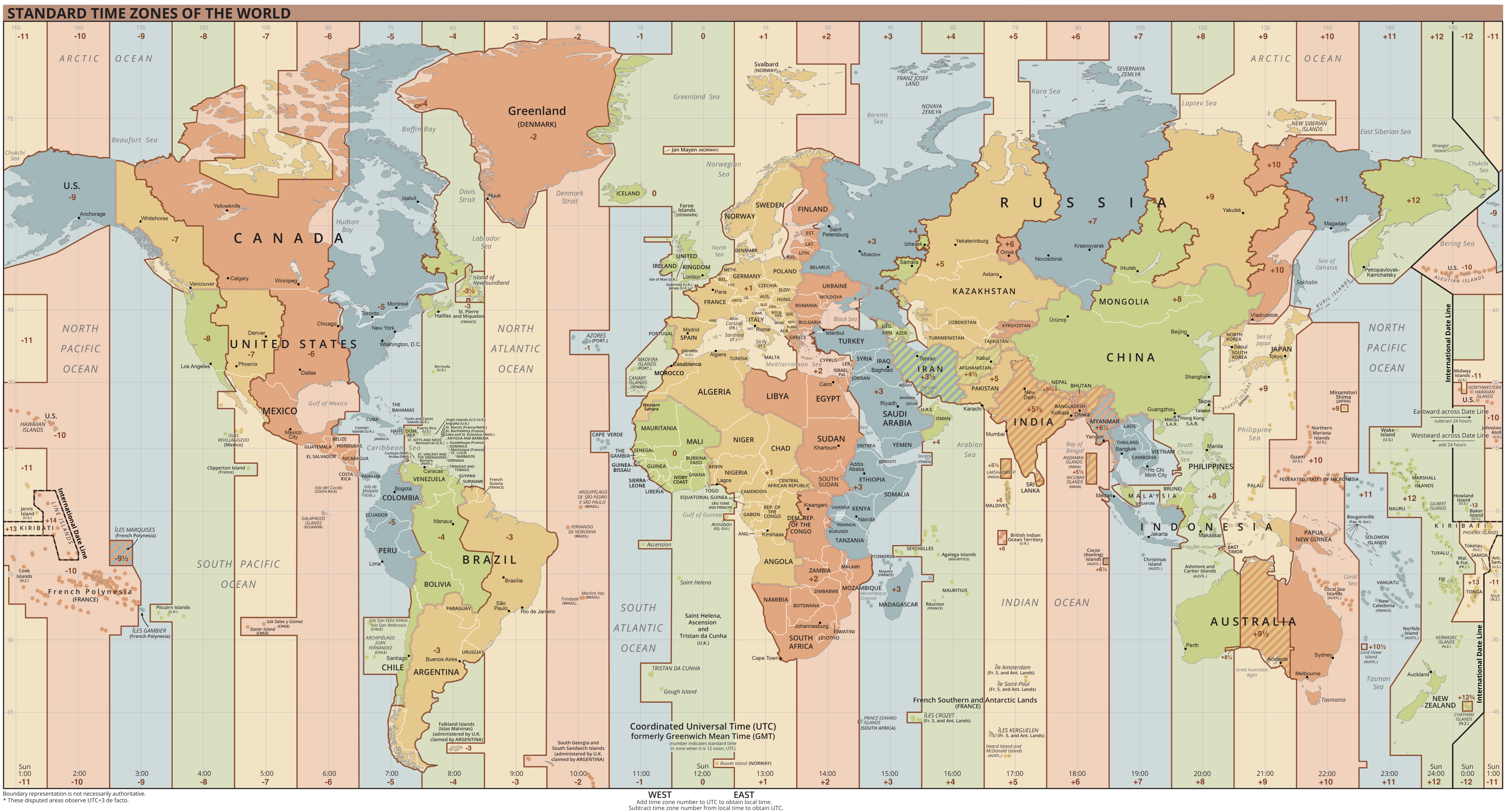
Часові пояси в Гренландії

Час у Гренландії: UTC-3 (-5 годин різниці часу з Києвом). Літній час вводиться останньої неділі березня переводом годинникової стрілки на 1 годину вперед, скасовується в останню неділю жовтня переводом годинникової стрілки на 1 годину назад. На острові діє 4 годинні зони: UTC-4 (Туле); UTC-3 (Готхоб і більша частина льодовикового щита); UTC-2 (Скоресбусюнд); UTC-1 (Данмарксхавн).

## Геологія
Гренландія розташована в межах Гренландської плити — субплити Північноамериканської літосферної плити. Більша частина Гренландії складена гірськими породами докембрію (переважно гнейсами і кристалічними сланцями), зім'ятими в складки і прорваними гранітними інтрузіями. Північна і північно-східна частина острова складена нижньопалеозойськими породами. У палеогеновий період у багатьох районах острова мали місце інтенсивні вулканічні виверження. Більшість території — кристалічна платформа, середньою висотою близько 125 м.

### Корисні копалини

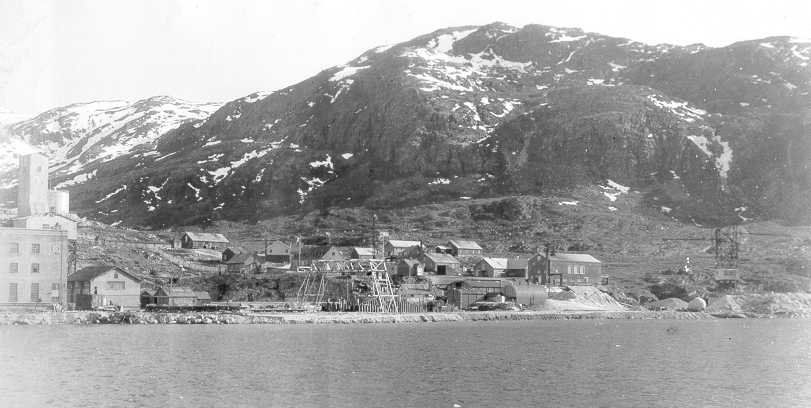
Видобуток кріоліту, 1940 рік

Надра Гренландії багаті на ряд корисних копалин: кам'яне вугілля, буре вугілля і торф, залізну руду, свинець, цинк, молібден, алмази, золото, срібло, платину, графіт, мармур, азбест, тальк, ніобій, танталіт, уранові руди, нафту, природний газ, нікелеві, хромові і молібденові й свинцеві руди. Велике значення мають поклади кріоліту, який містить до 13 % алюмінію, на південному заході острова, в районі Івіттуута.
З 2009 року автономія отримала право самостійно розпоряджатися своїми природними ресурсами.

## Рельєф
Середні висоти — 1792 м; найнижча точка — рівень вод Атлантичного океану (0 м); найвища точка острова і всієї Арктики — гора Гуннбйорн (3700 м) у хребті Воткінса. У східній та північній частинах — гірські ланцюги, які під впливом давнього і сучасного гірського зледеніння набрали альпійського характеру. Висота хребтів Південної Гренландії — до 3000 м.

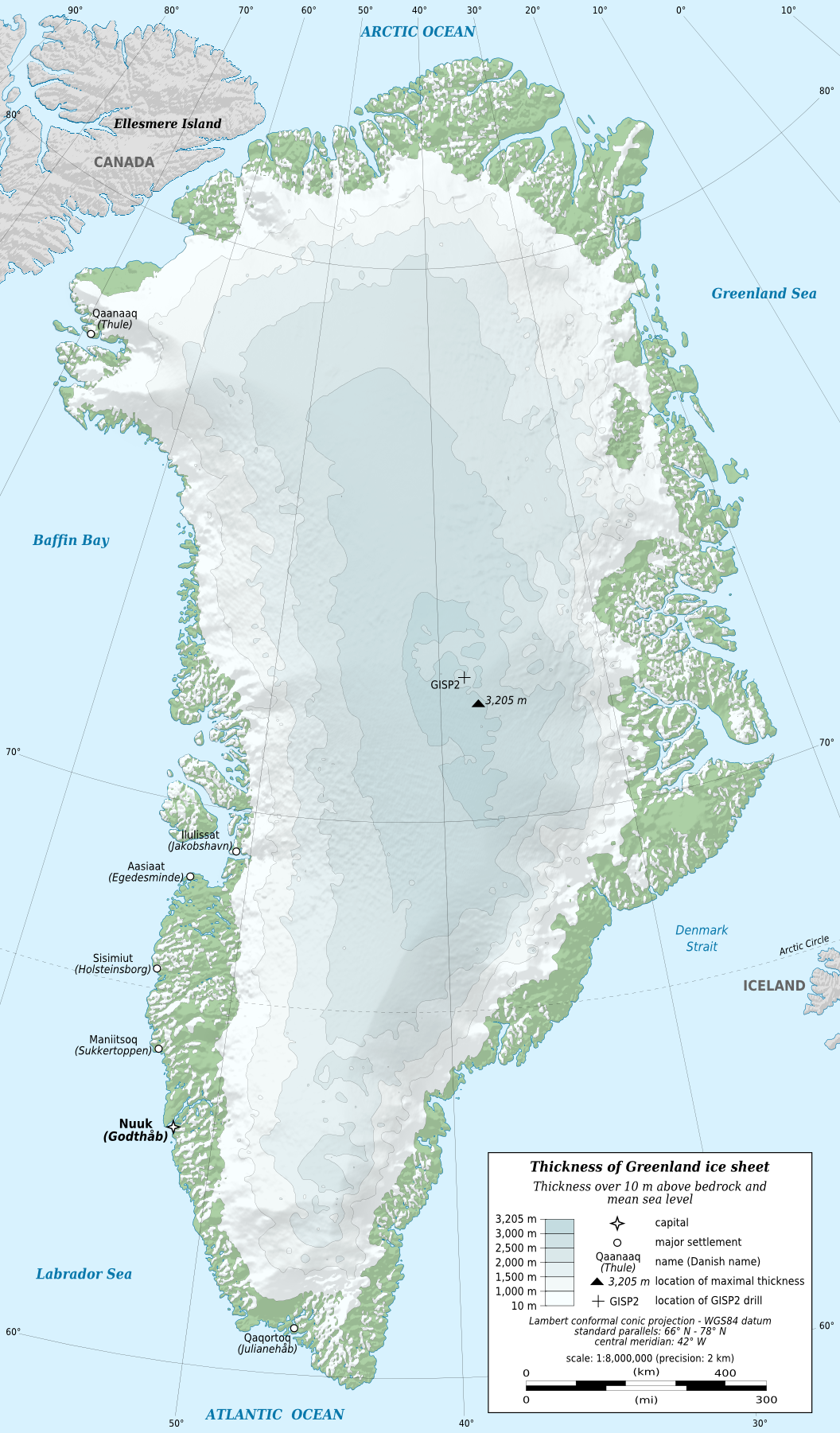
Рельєф Гренландії
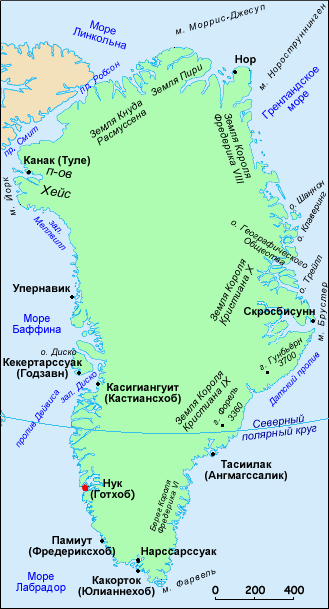
Топоніми Гренландії (рос.)
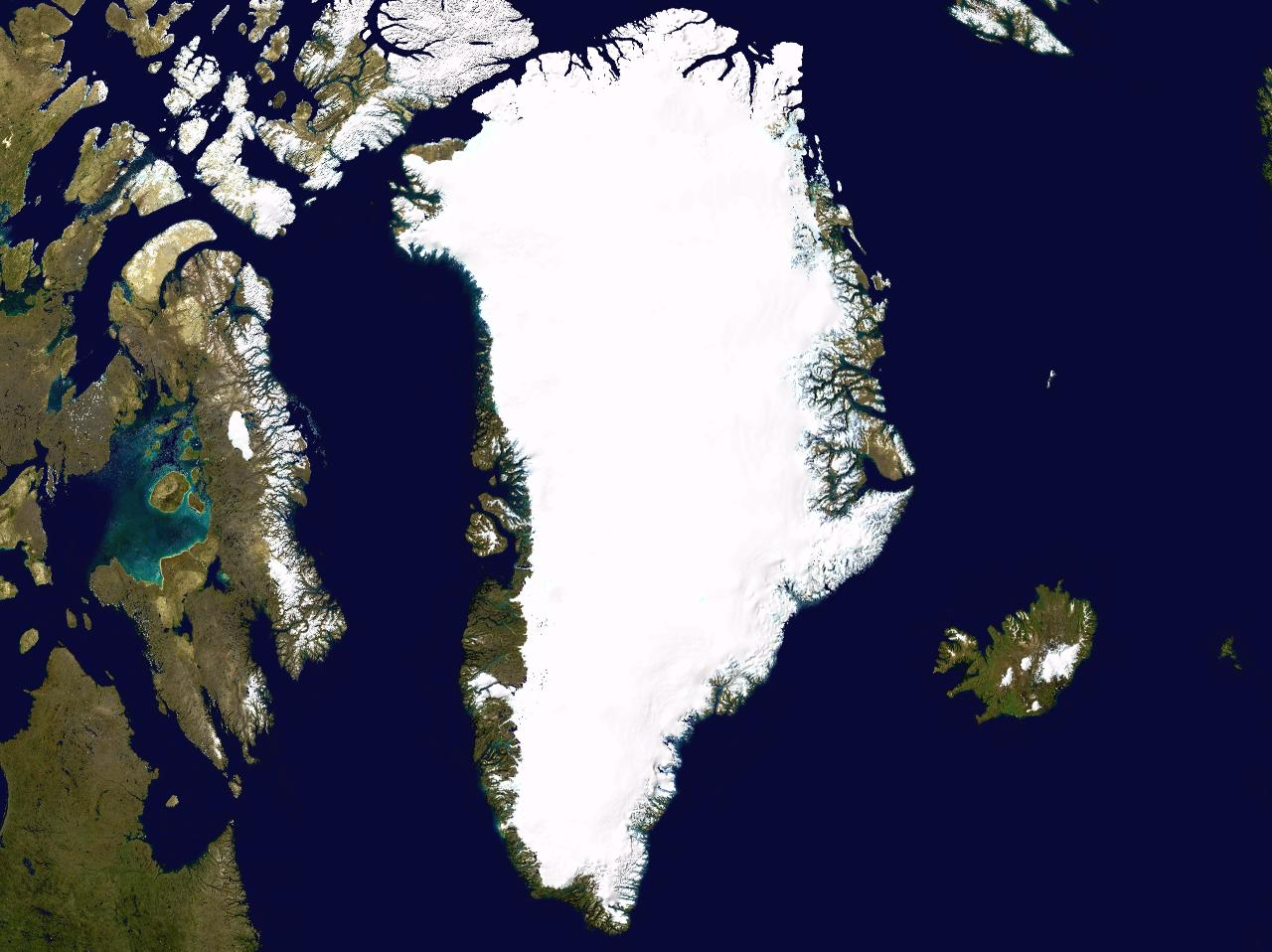
Супутниковий знімок поверхні країни

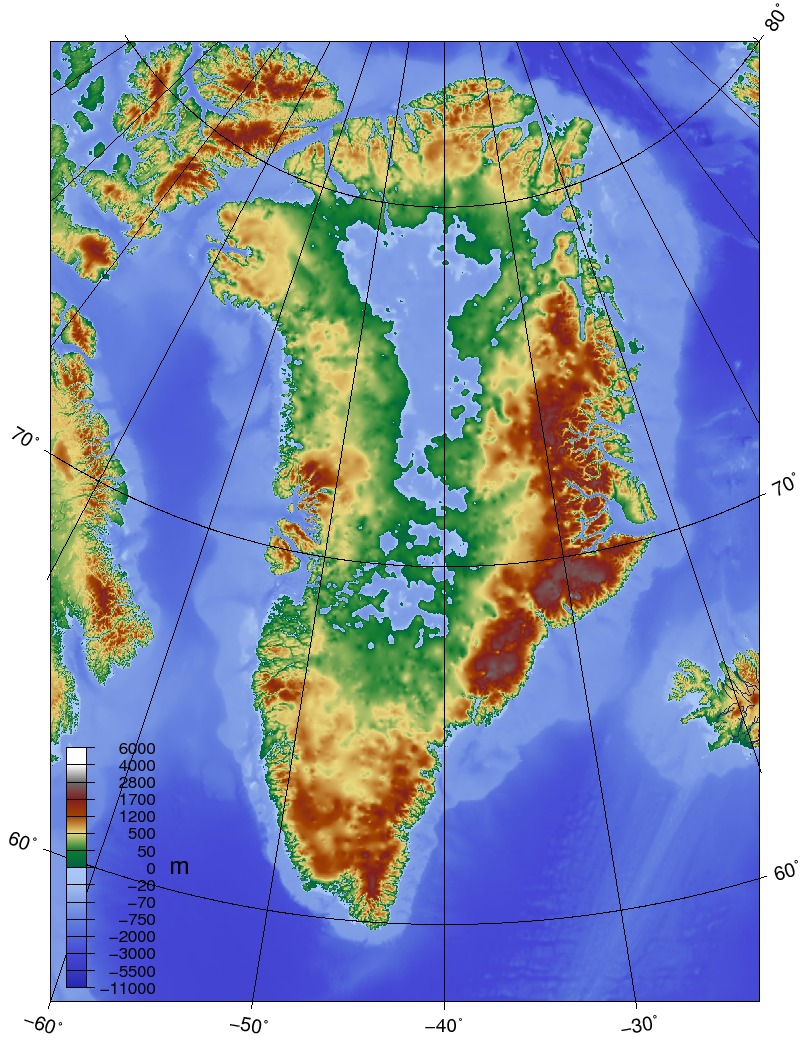
Підльодовиковий рельєф
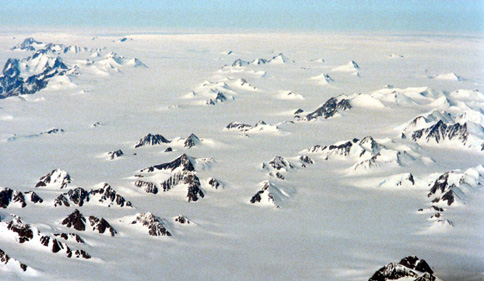
Нунатаки
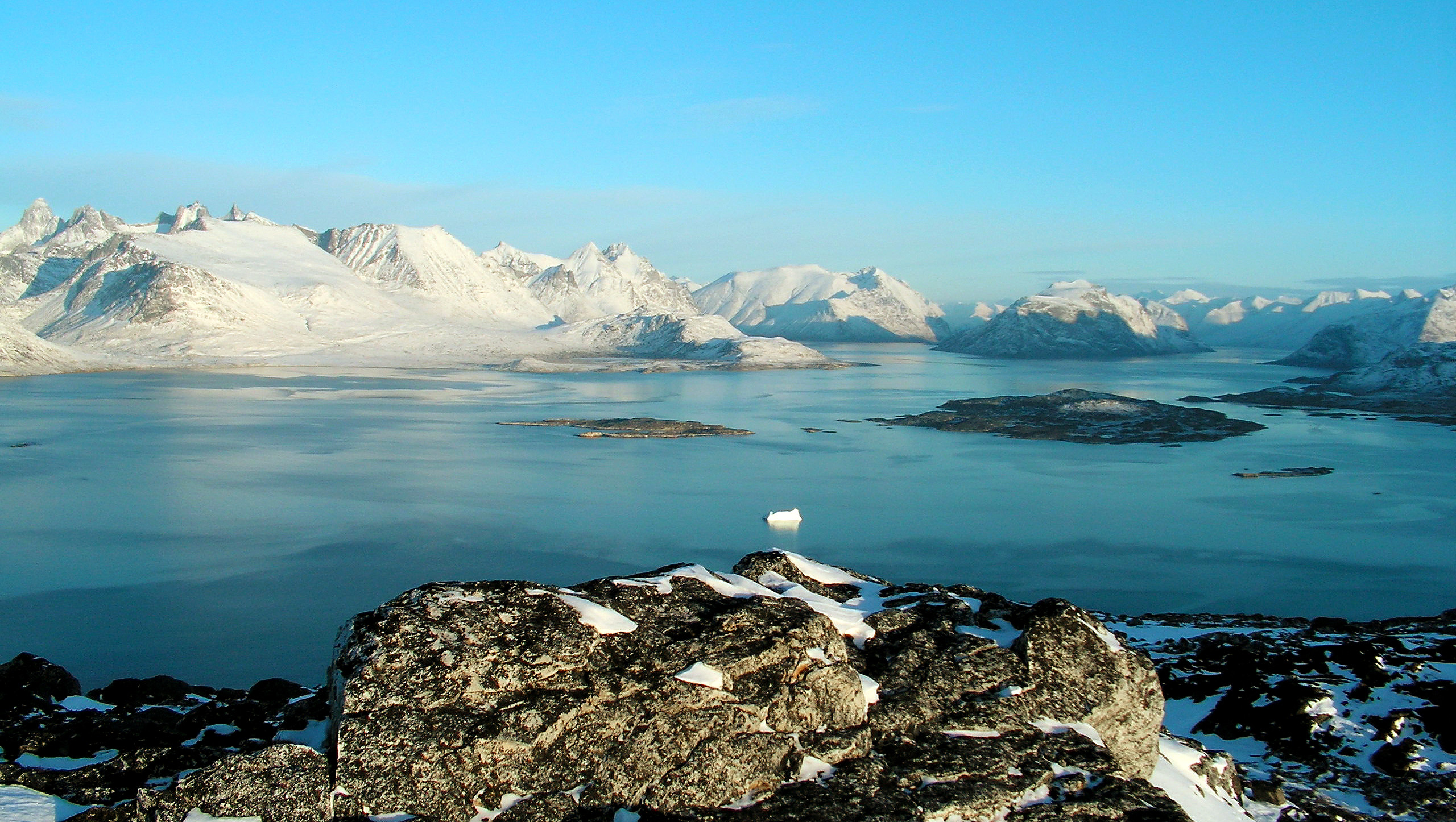
Типовий ландшафт південної частини острова
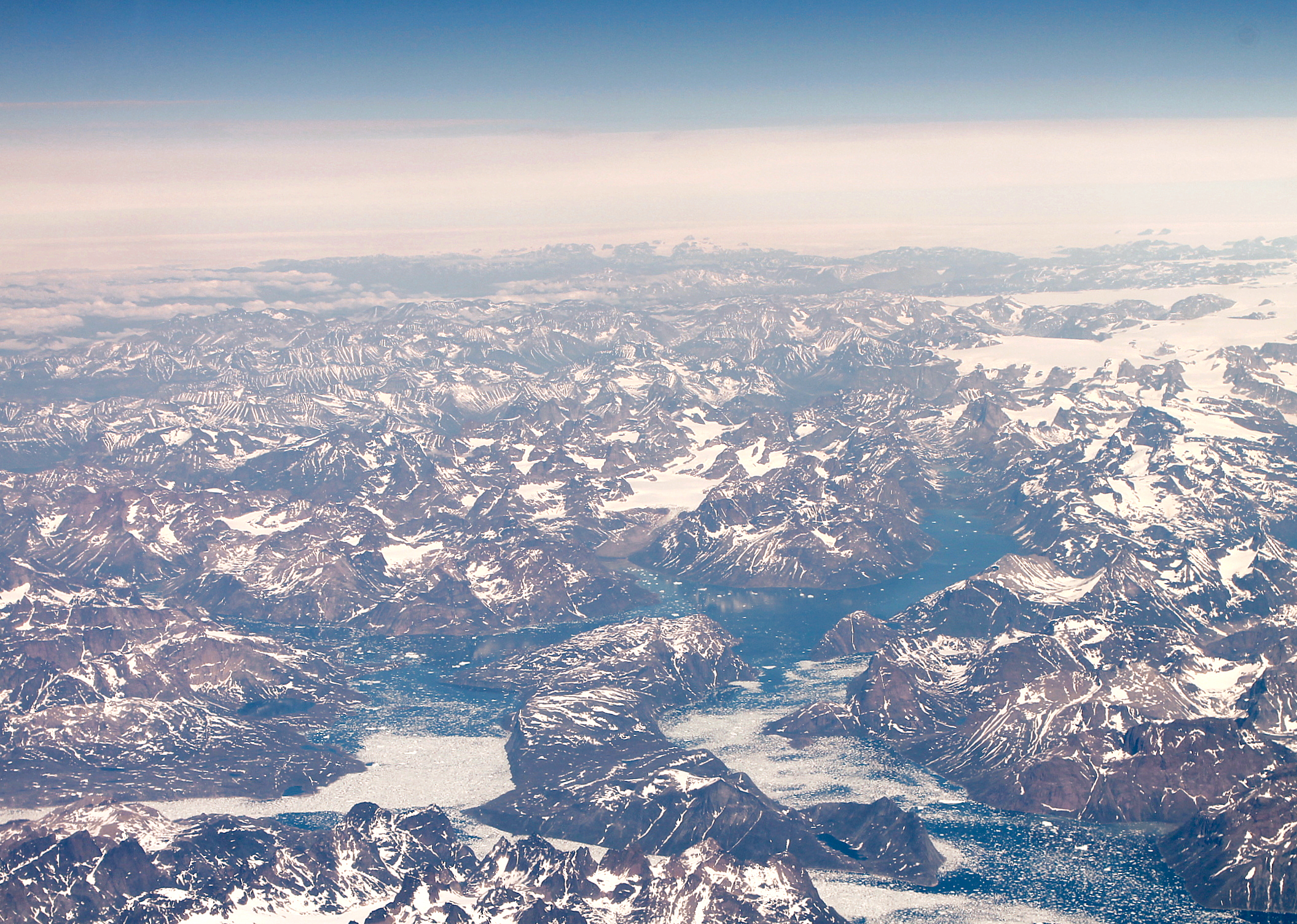
Гори Південної Гренландії
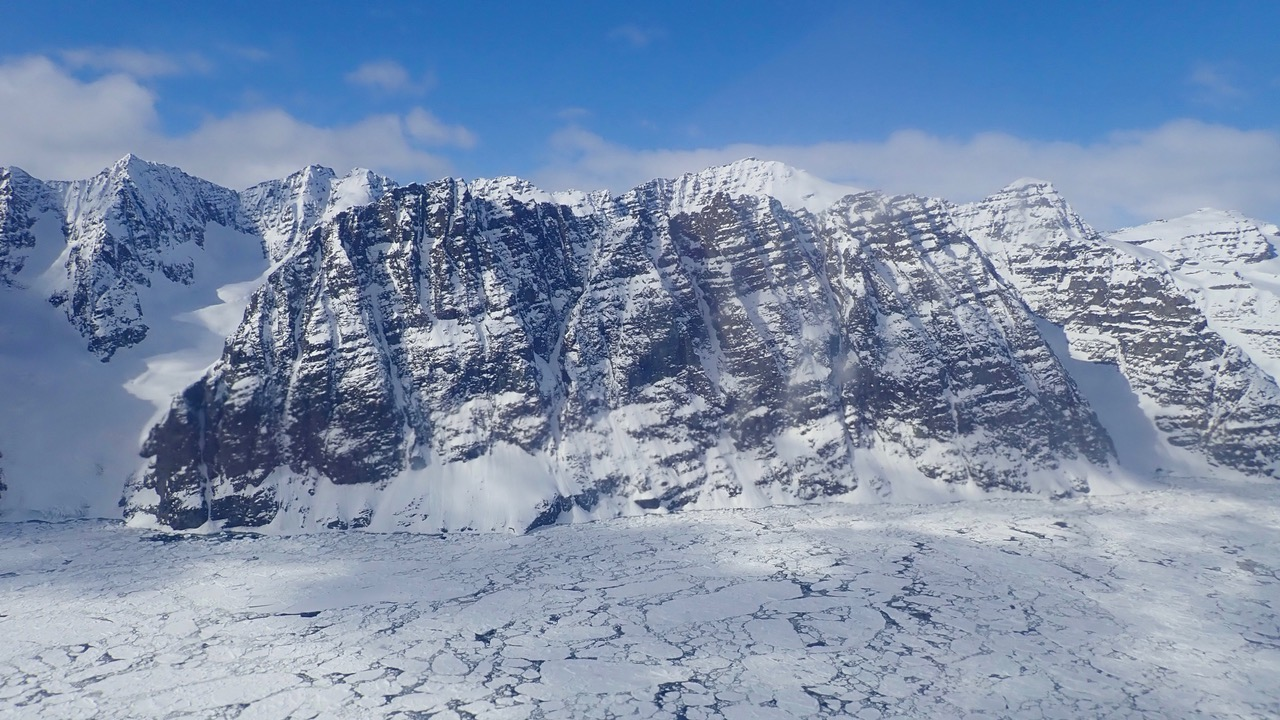
Гора Гуннбйорн

### Узбережжя
Фіорди, що досягають інколи понад 150—180 км у довжину, густою сіткою розчленовують узбережжя Гренландії.

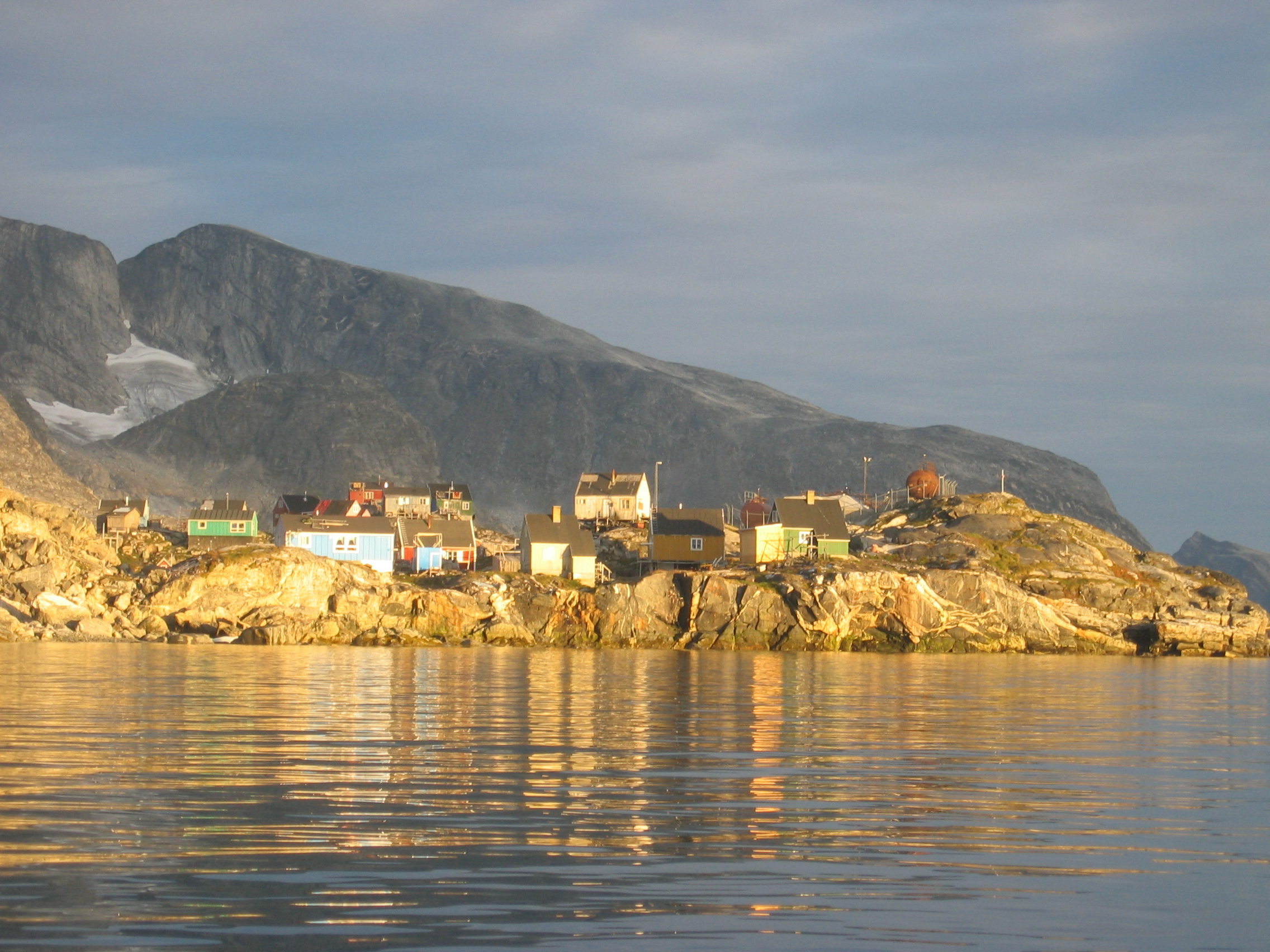
Скелясті береги острова
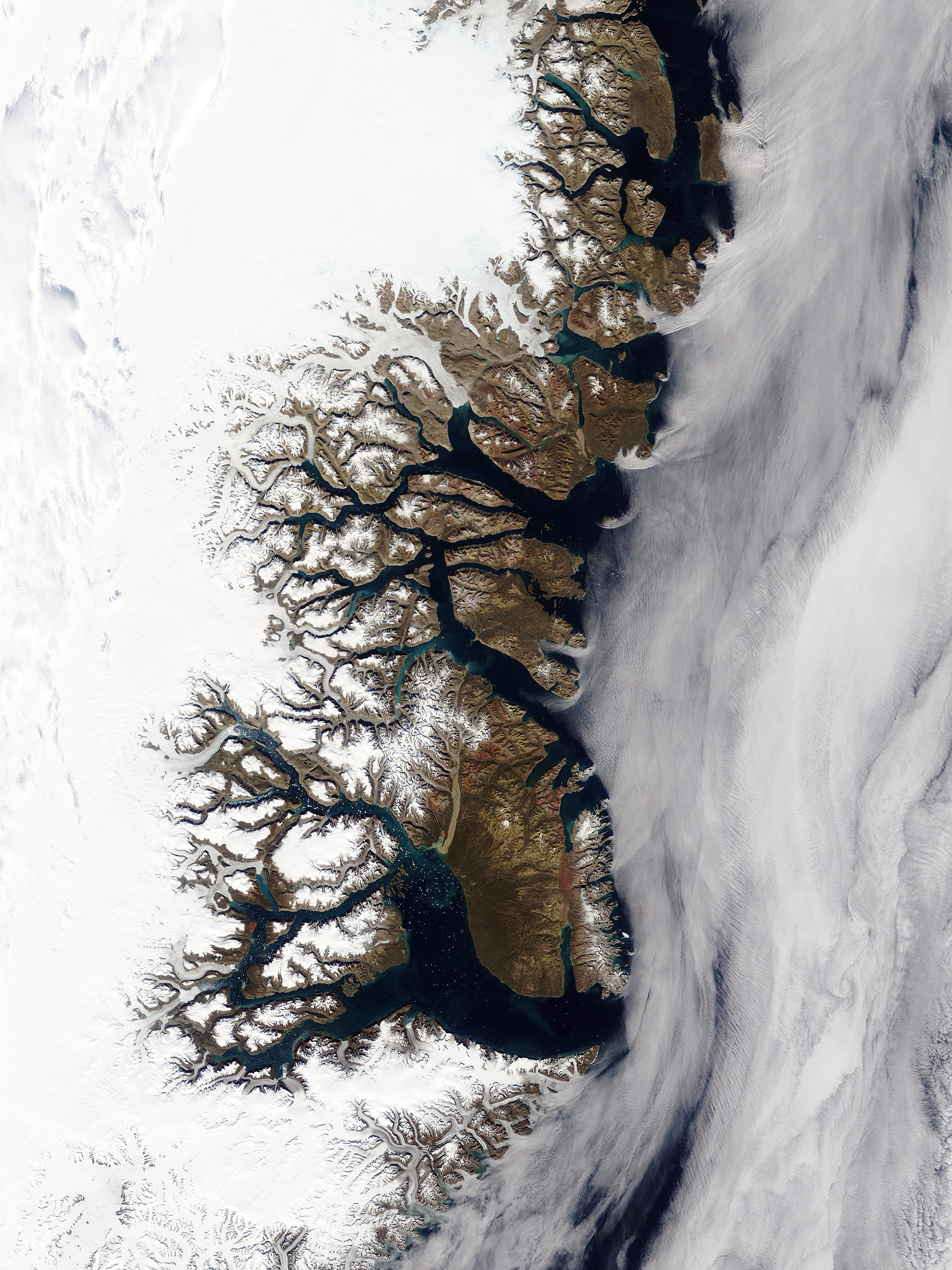
Фіорди Гренландії
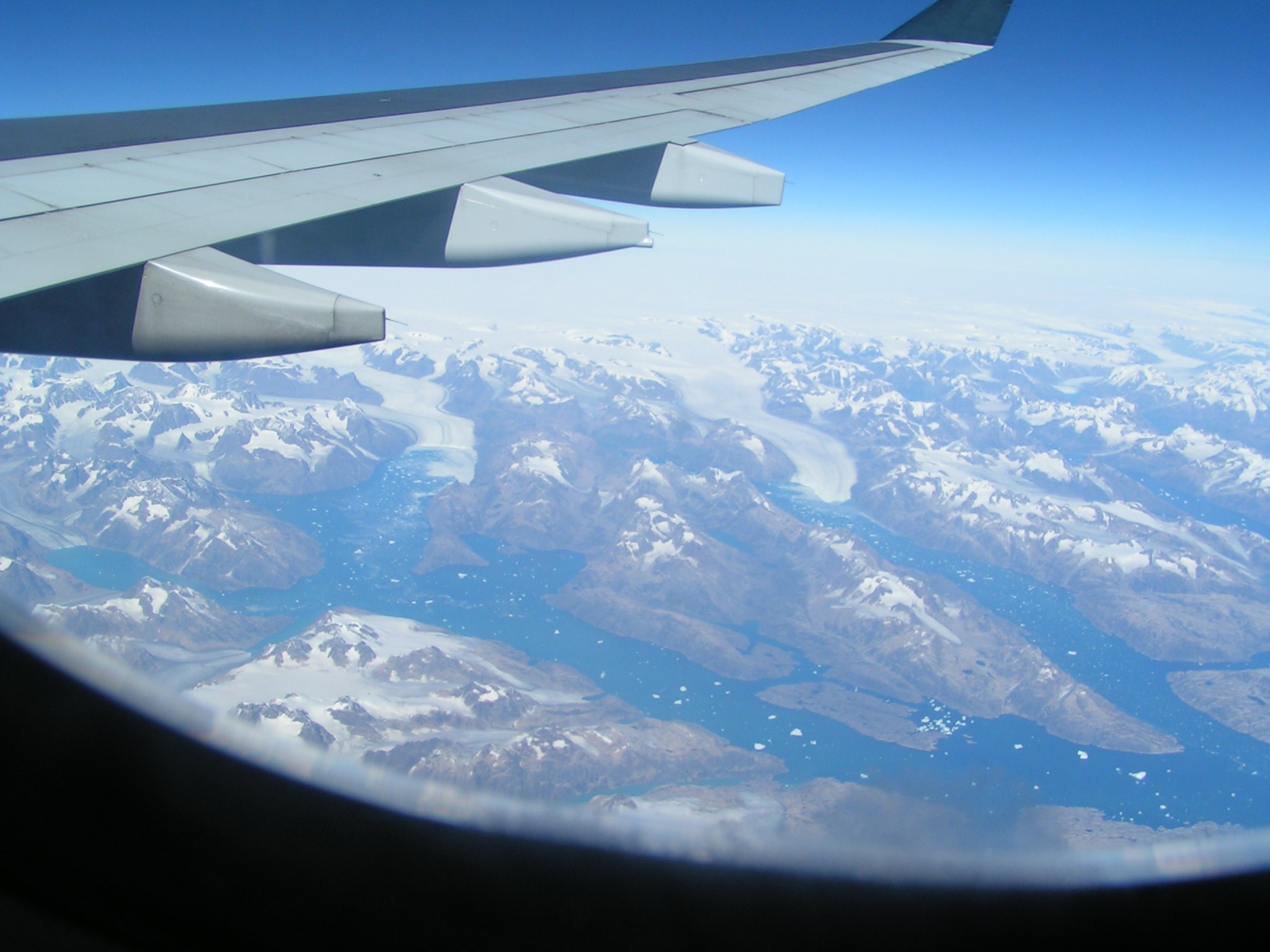
Фіорди Гренландії
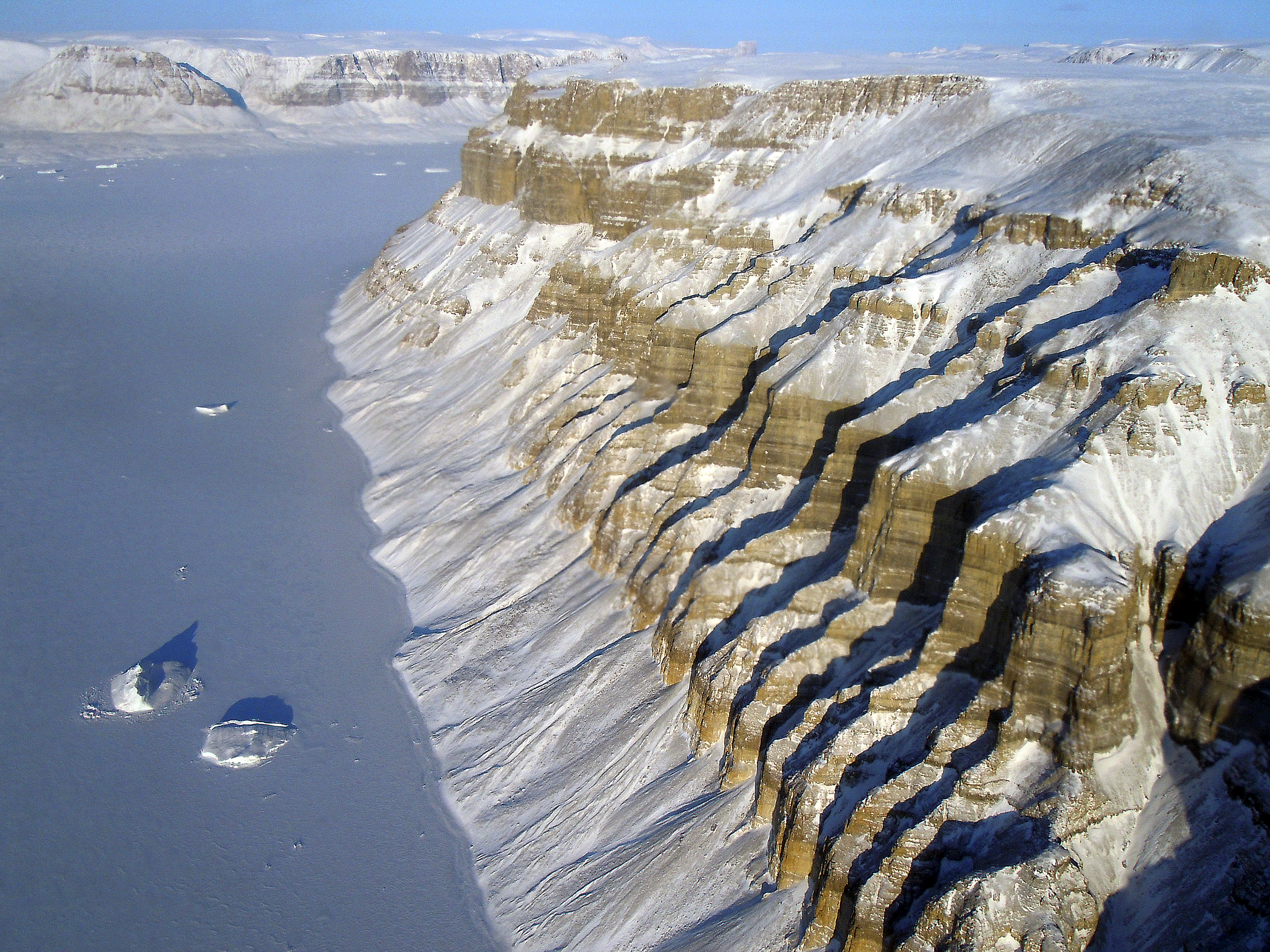
Північно-західне узбережжя

## Клімат
Майже вся територія острова Гренландія лежить у полярному кліматичному поясі, за винятком південного узбережжя, де субполярний клімат переходить у помірний на крайньому півдні. Увесь рік панують полярні повітряні маси. Поверхня скута кригою цілий рік. Відносно м'яка морозна зима, прохолодне літо; на крайній півночі та центральній частині льодовикового куполу суворі морозні зима й літо. Опадів мало. На північному узбережжі впродовж полярної ночі морози досягають −50 °C. Середня температура лютого −29,4 °C. Річна кількість опадів — 200—220 мм. Влітку в прибережних районах погода прохолодна. На західному узбережжі клімат м'якший і тепліший. Середня річна температура вище від 0 °C. Річна кількість опадів коливається від 1000 до 2000 мм. Середня температура січня −7,4°…−10,1 °C. Східне узбережжя знаходиться під впливом холодної Східно-Гренландської течії. Тут узимку тримається сонячна погода з морозами до −30 °C.
У внутрішніх частинах острова температура повітря взимку падає до −60°…−70 °C, влітку не підіймається вище нуля, часто знижуються до −25°…−28 °C. Безпосередньо над льодовиковим щитом кліматичні умови набагато суворіші, ніж на прибережних ділянках, вільних від льоду. Холодне важке повітря зумовлює постійний високий тиск над Гренландським льодовиком. У периферійних районах льодовика часто спостерігаються сильні катабатичні вітри, швидкість яких досягає 160—200 км на годину.

Кліматична карта Гренландії (за Кеппеном)

На південному узбережжі влітку переважають помірні повітряні маси, взимку — полярні. Чітко відстежується сезонна зміна переважаючих вітрів. Досить великі річні амплітуди температури повітря, прохолодне вогке літо з туманами на узбережжях, вітряна волога зима. Зона утворення багаторічної мерзлоти. На крайньому півдні переважають помірні повітряні маси цілий рік. Значні сезонні амплітуди температури повітря. Відносно тепла зима з нестійкою погодою, штормовими вітрами. Відносно прохолодне літо з більш ясною погодою. Зволоження надмірне й рівномірне за сезонами.
Гренландія не є членом Всесвітньої метеорологічної організації (WMO).

## Внутрішні води
Дані про площу зрошуваних земель в країні, станом на 2012 рік, відсутні. Річки й тимчасові сезонні потічки країни належать басейнів Атлантичного (південь) і Північного Льодовитого океанів.

### Льодовики
84 % острова вкрито кригою. Від криги вільна тільки прибережна смуга, що подекуди звужується до 1,5 км, але ніде не перевищує 250 км. Середня потужність льодового покриву Ґренландії становить 2100—2300 м, максимальна — 3400 м. Об'єм Ґренландського льодовика становить приблизно 2,7 млн км³. «Чемпіоном» за швидкістю руху є льодовик Квараяк. Він сповзає в океан зі швидкістю 24 м на добу. Дослідження показують, що льодовики активно тануть.
Льодовий щит Гренландії, який стрімко тане, втратив близько 4700 гігатон льоду з моменту початку вимірювань у квітні 2002 року. Танення льодовиків Гренландії призвело до підвищення глобального рівня моря на 1,2 сантиметра менш ніж за 20 років. Супутникові дані програм Grace та Grace-FO показують, що лід тане, особливо на західному узбережжі Гренландії.
За результатами нового комплексного міжнародного дослідження танення льодовиків у Гренландії за останні 30 років набуло гіперприскорення. Дослідження виявило, що середньорічне танення льодового покриву у Гренландії з 2017 по 2020 рік було на 20 % більшим, ніж на початку десятиліття, і більш ніж усемеро перевищувало щорічне танення на початку 1990-х років. З 2017 по 2020 рік, згідно з найновішими даними, сукупне танення льоду зросло до 410 мільярдів тонн на рік, більше двох третин з яких припадає на Гренландію, йдеться в дослідженні.
В 2023 році, вчені з Вермонтського університету (США) з’ясували, що Гренландія повністю розтанула під час природного потепління Землі близько 416 000 років тому. Тоді це призвело до підвищення глобального рівня моря щонайменше на 2 метри, що в наші дні означало б затоплення всіх прибережних міст у світі. Згідно результатів дослідження, яке було опубліковано у журналі Science, такого висновку геологи дійшли після вивчення керна, піднятого з глибини 1390 метрів у північно-західній Гренландії. У пробі знайшли ізотопи берилію та алюмінію, а також мох із листям, що дуже здивувало вчених. Це незаперечне свідчення того, що в цій місцевості колись існував вільний від льоду ландшафт, можливо, вкритий стародавнім лісом. Завдяки технології люмінесцентного датування вдалося встановити, як довго породи лежали на відкритій поверхні близько 14 000 років. Тобто цей регіон аж ніяк не був схожий на гігантський льодовик. Результати нового дослідження спростовують давню теорію, що найбільший у світі острів Гренландія залишався територією вічної мерзлоти протягом останніх 2,5 мільйонів років. Тепер вчені вважають, що крижаний щит Гренландії, товщина якого в деяких місцях досягає 1,6 кілометра, чутливіший до антропогенної зміни клімату, ніж вважалося раніше. Це означає, що найближчими століттями він неминуче розтане, призвівши до підвищення рівня моря на 1,5-6 метрів.

Гіпсометрична схема льодовикового покриву
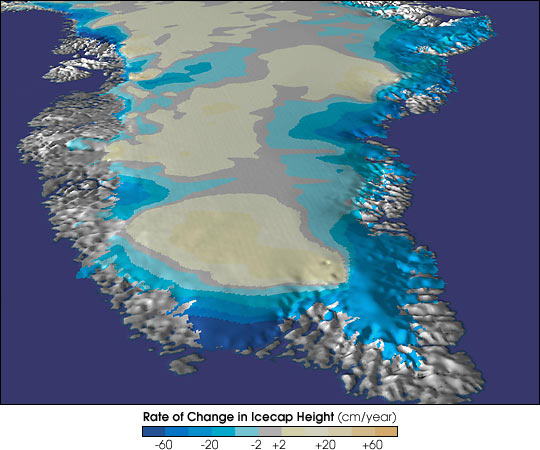
Швидкість танення льодовикового щита
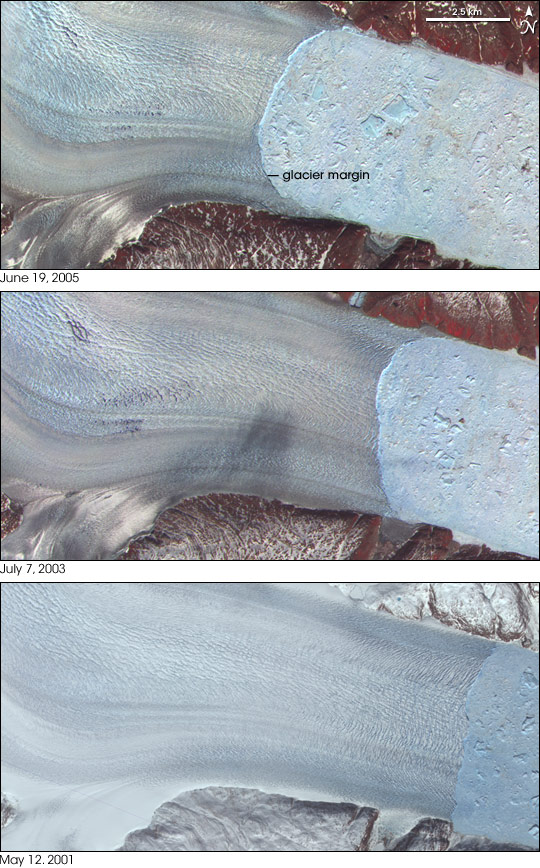
Танення льодовика Гельгейм
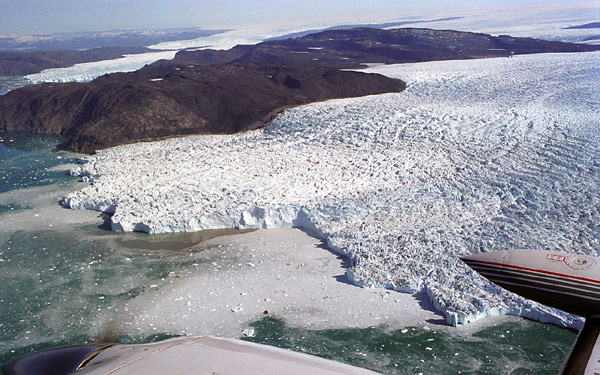
Утворення айсбергів

## Рослинність
У прибережних районах Ґренландії, на яких немає льодового покриву, налічується понад 1 тис. видів рослин, з них близько 450 видів — вищих, переважно льодовикова флора, яка проникла сюди з Північної Америки.
На півночі Ґренландії на ділянках вільних від льоду, переважають лишайники і мохи, яких на островах налічується до 600 видів.
На півдні Ґренландії рослинність представлена лісотундровими видами з переважанням полярної верби, вільхи, карликової берези, ялівцю. Іноді трапляється американська горобина. З трав'янистих видів рослин на півдні Ґренландії значно поширені деревій, з чагарників — костяниця. На достатньо зволожених ділянках південного узбережжя, крім карликової берези, полярної верби, росте лохина, брусниця, а також трав'янисті види — тонконіг, смолівка, ломикамінь.

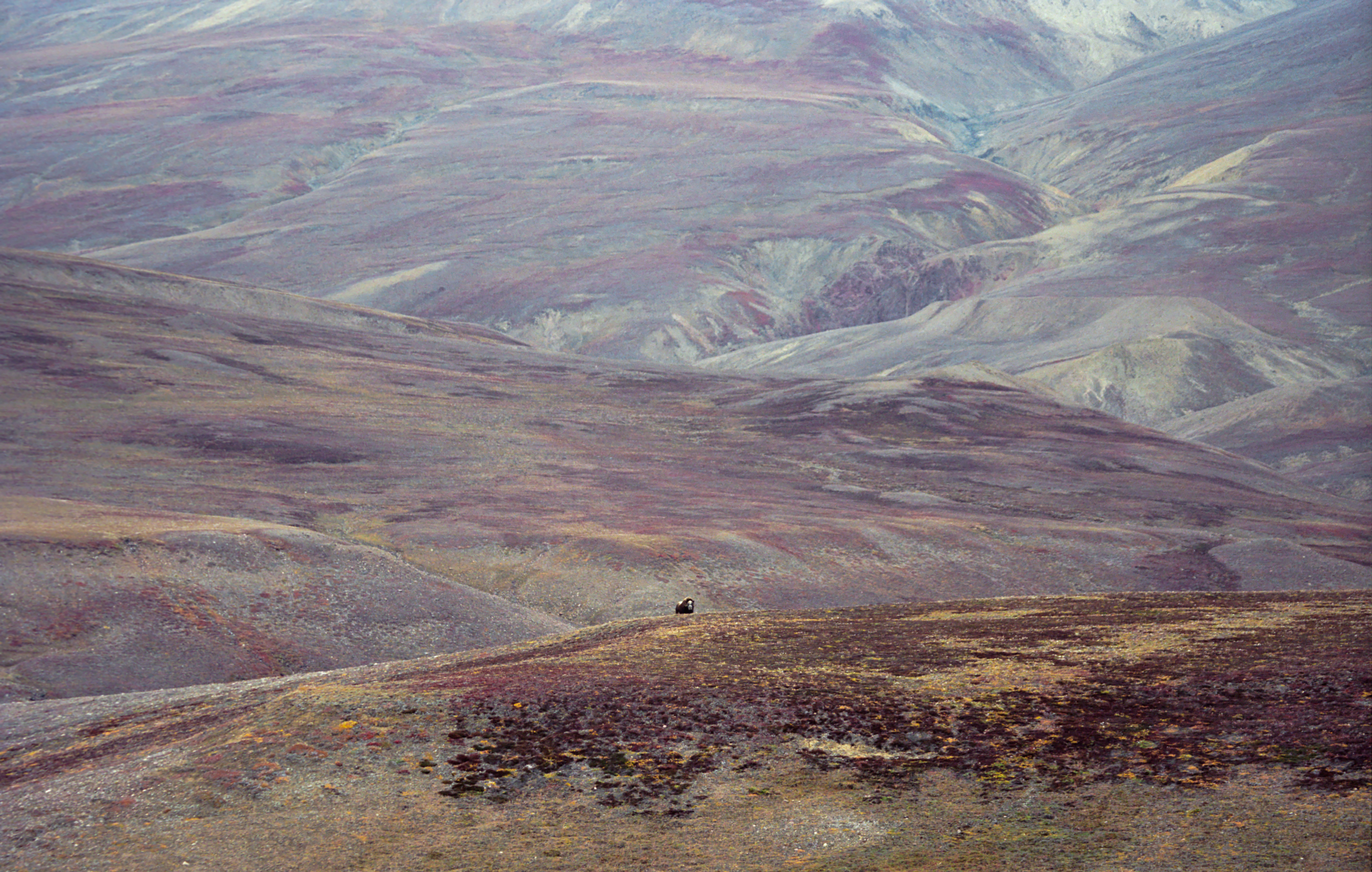
Гренландська тундра
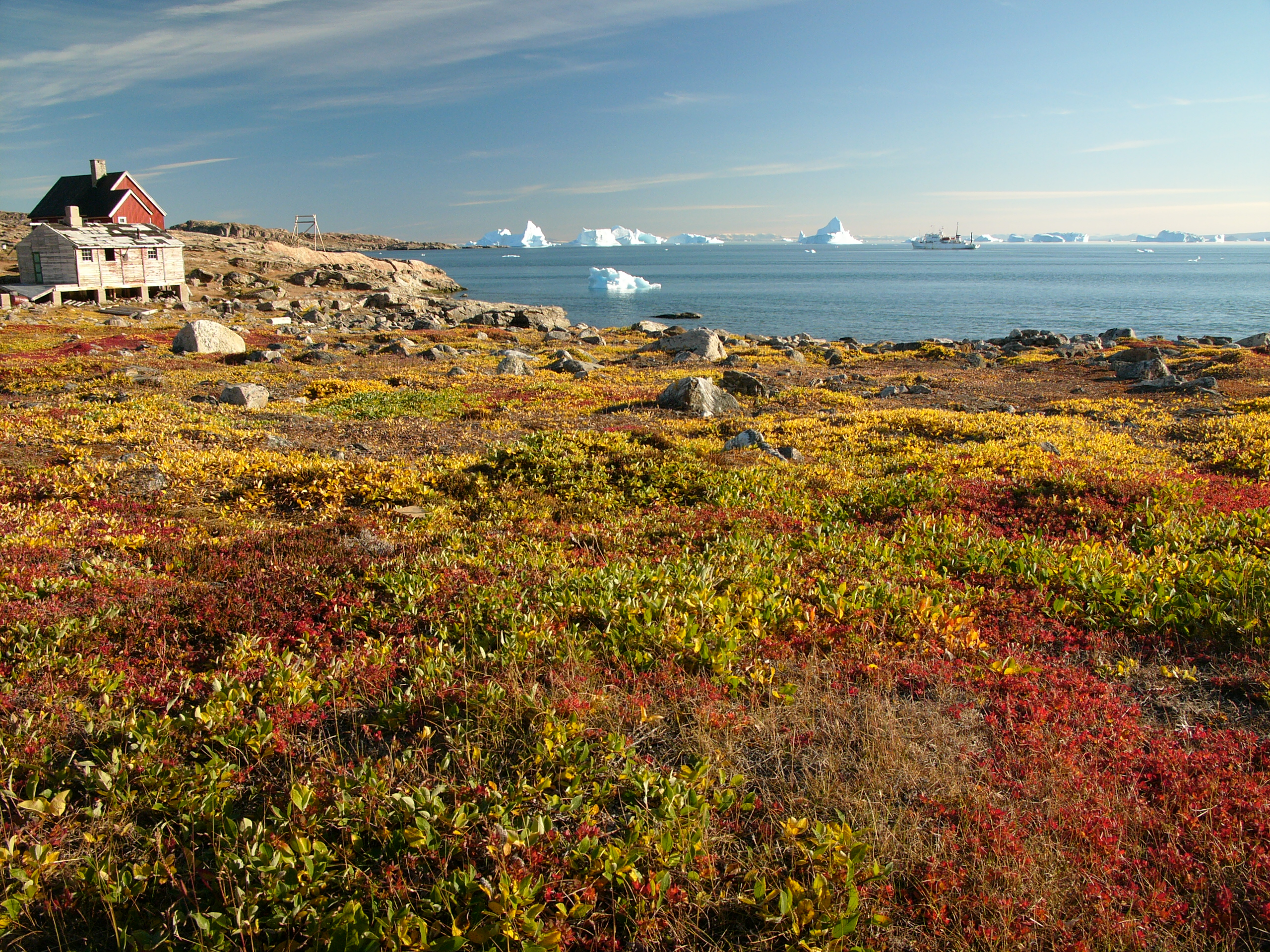
Гренландська тундра
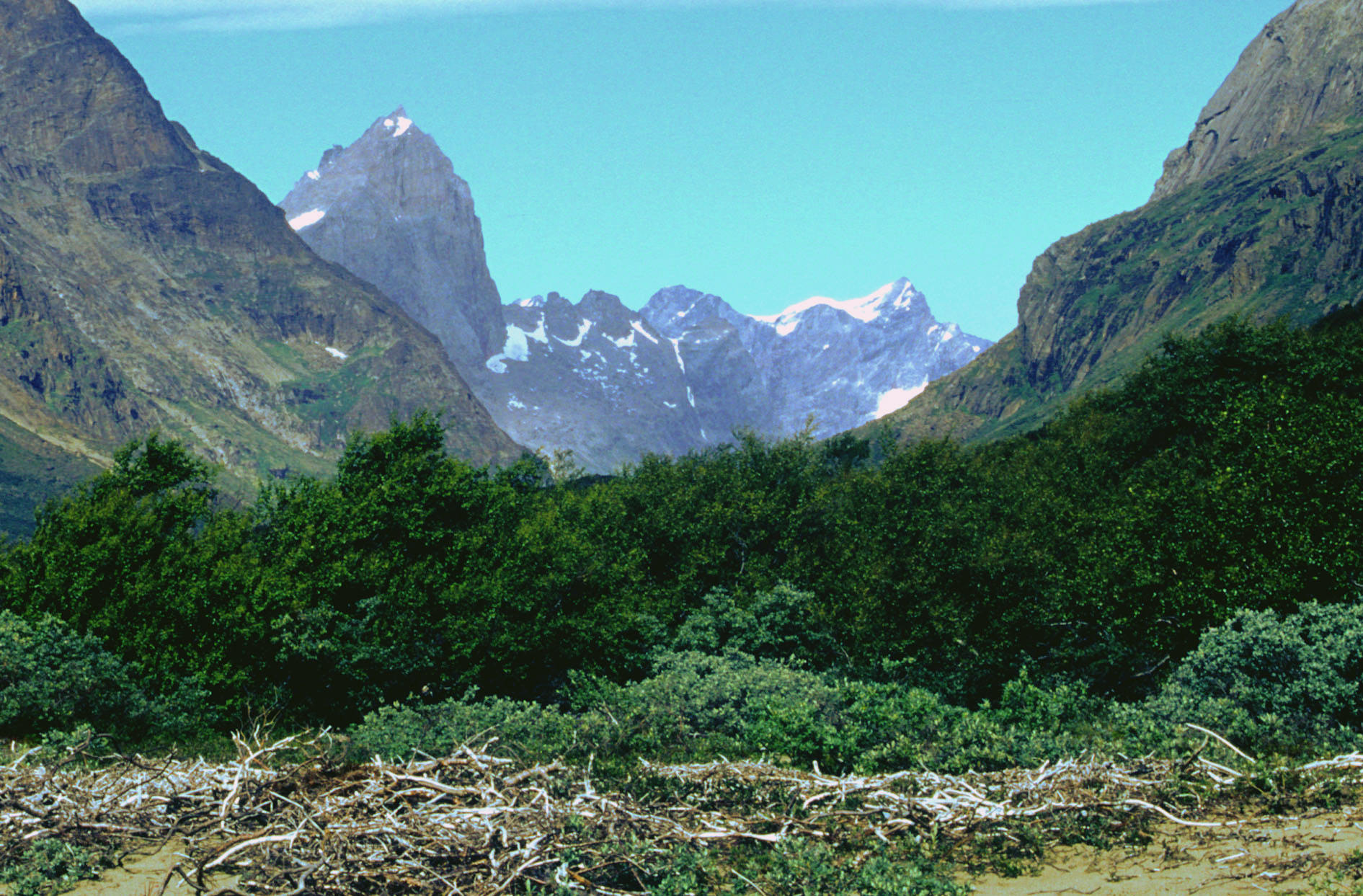
Долина Куїнгуадален

З культурних рослин на острові вирощують ячмінь, картоплю, а в парниках цибулю, огірки, моркву.
Земельні ресурси Гренландії (оцінка 2011 року):
- придатні для сільськогосподарського обробітку землі — 0,6 %,
  - орні землі — 0 %,
  - багаторічні насадження — 0 %,
  - землі, що постійно використовуються під пасовища — 0,6 %;
- землі, зайняті лісами і чагарниками — 0 %;
- інше — 99,4 %[1].

## Тваринний світ
Зоогеографічно територія країни належить до Арктичної підобласті Голарктичної області.
З усіх арктичних островів у Гренландії найбільше видів наземних ссавців. Це мускусні бики, полярні вовки, північні олені, білі ведмеді, полярні зайці, білі та блакитні песці, лемінги. У водах навколо Ґренландії водяться морські зайці, нерпи, гренландські тюлені і рідко — моржі. На західному узбережжі зустрічаються білуха і нарвал, які є об'єктом полювання інуїтів. Влітку поблизу берегів Ґренландії з'являються косатки, дельфіни. Фауна острова налічує понад 50 видів хижаків.
Орнітофауна Ґренландії налічує понад 170 видів птахів (в тому числі перелітних). Промислове значення мають кайри, гаги звичайні, білі куріпки, пуночки, білі сови, ворони, кречети, чечітки, орлани. З перелітних, які впродовж літа гніздяться на острові, звичайні білі гуски, гуски-гуменники та ін.

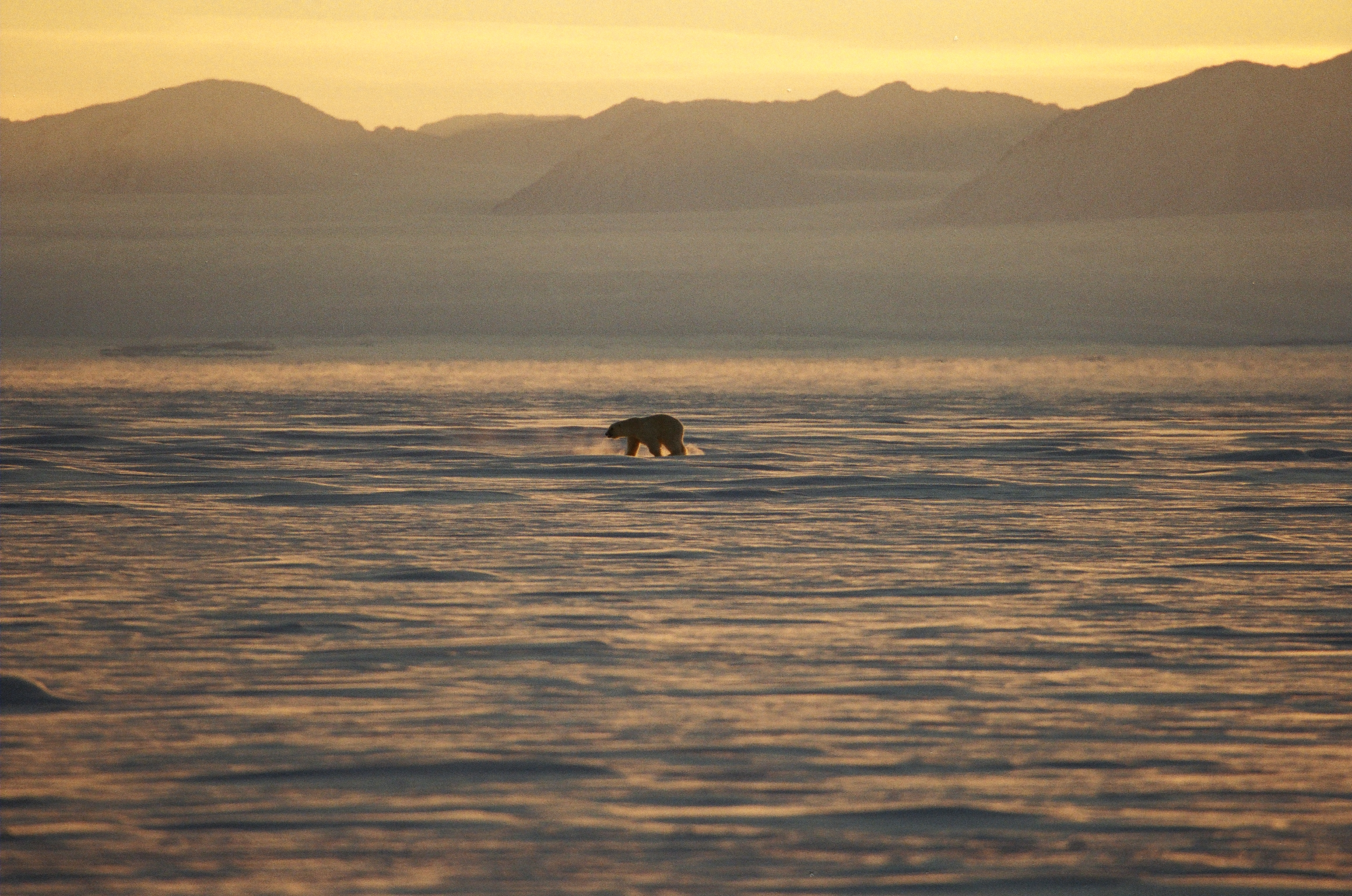
Білий ведмідь

На острові водиться близько 600 видів комах, з яких 74 види твердокрилих.

## Стихійні лиха та екологічні проблеми
На території країни спостерігаються небезпечні природні явища і стихійні лиха: більша частина острова вкрита покровним льодовиком, вільні від криги ділянки на півночі скуті вічною мерзлотою.
Серед екологічних проблем варто відзначити:
- глобальні зміни клімату, танення льодовикового щита;
- збереження традиційного життя інуїтів, що промишляли полюванням на морських звірів.

## Фізико-географічне районування
У фізико-географічному відношенні територію Гренландії можна розділити на райони, що відрізняються один від одного рельєфом, кліматом, рослинним покривом:.

### Українською
- Атлас світу / голов. ред. І. С. Руденко ; зав. ред. В. В. Радченко ; відп. ред. О. В. Вакуленко. — К. : ДНВП «Картографія», 2005. — 336 с. — ISBN 9666315467.
- Атлас. 7 клас. Географія материків і океанів / Укладачі О. Я. Скуратович, Н. І. Чанцева. — К. : ДНВП «Картографія», 2014.
- Бєлозоров С. Т. Географія материків. — К. : Вища школа, 1971. — 371 с.
- Барановська О. В. Фізична географія материків і океанів : навч. посіб. для студентів ВНЗ : [у 2 ч.]. — Н. : Ніжинський державний університет ім. Миколи Гоголя, 2013. — 306 с. — ISBN 978-617-527-106-3.
- Гаврилюк В. С. Північна Америка. Фізико-географічна характеристика. — К. : Вища школа, 1971.
- Гренландія // Гірничий енциклопедичний словник : [у 3-х тт.] / за ред. В. С. Білецького. — Д. : Східний видавничий дім, 2004. — Т. 3. — 752 с. — ISBN 966-7804-78-X.
- Дубович І. А. Країнознавчий словник-довідник. — 5-те вид., перероб. і доп. — К. : Знання, 2008. — 839 с. — ISBN 978-966-346-330-8.
- Економічна і соціальна географія країн світу. Навчальний посібник / За ред. Кузика С. П. — Л. : Світ, 2002. — 672 с. — ISBN 966-603-178-7.
- Ігнатьєв Г. М. Найбільший острів Землі // Хрестоматія з фізичної географії. — К., 1973.
- Панасенко Б. Д. Фізична географія материків : навч. посіб. : в 2 ч. — В. : ЕкоБізнесЦентр, 1999. — 200 с.
- Юрківський В. М. Регіональна економічна і соціальна географія. Зарубіжні країни: Підручник. — 2-ге. — К. : Либідь, 2001. — 416 с. — ISBN 966-06-0092-5.

### Англійською
- (англ.) Graham Bateman. The Encyclopedia of World Geography. — Andromeda, 2002. — 288 с. — ISBN 1871869587.

### Російською
- (рос.) Алисов Б. П., Берлин И. А., Михель В. М. Курс климатологии [в 3-х тт.] / под. ред. Е. С. Рубинштейн. — Л. : Гидрометеоиздат, 1954. — Т. 3. Климаты земного шара. — 320 с.
- (рос.) Апродов В. А. Зоны землетрясений. — М. : Мысль, 2010. — 462 с. — (Природа мира) — ISBN 978-5-244-01122-7.
- (рос.) Власова Т. В. Физическая география материков. С прилегающими частями океанов. Евразия, Северная Америка. — 4-е, перераб. — М. : Просвещение, 1986. — 417 с.
- (рос.) Гвоздецкий Н. А. Карст. — М. : Мысль, 1981. — 214 с. — (Природа мира)
- (рос.) Гвоздецкий Н. А., Голубчиков Ю. Н. Горы. — М. : Мысль, 1987. — 400 с. — (Природа мира)
- (рос.) Географический энциклопедический словарь: географические названия / под. ред. А. Ф. Трёшникова. — 2-е изд., доп. — М. : Советская энциклопедия, 1989. — 585 с. — ISBN 5-85270-057-6.
- (рос.) Долгушин Л. Д., Осипова Г. Б. Ледники. — М. : Мысль, 1989. — 448 с. — (Природа мира) — 40 тис. прим. — ISBN 5-244-00315-1.
- (рос.) Исаченко А. Г., Шляпников А. А. Ландшафты. — М. : Мысль, 1989. — 504 с. — (Природа мира) — ISBN 5-244-00177-9.
- (рос.) Каплин П. А., Леонтьев О. К., Лукьянова С. А., Никифоров Л. Г. Берега. — М. : Мысль, 1991. — 480 с. — (Природа мира) — ISBN 5-244-00449-2.
- (рос.) Словарь современных географических названий / под общей редакцией акад. В. М. Котлякова. — Екатеринбург : У-Фактория, 2006.
- (рос.) Литвин В. М., Лымарев В. И. Острова. — М. : Мысль, 2010. — 288 с. — (Природа мира) — ISBN 978-5-244-01129-6.
- (рос.) Лобова Е. В., Хабаров А. В. Почвы. — М. : Мысль, 1983. — 304 с. — (Природа мира)
- (рос.) Максаковский В. П. Географическая картина мира. Книга I: Общая характеристика мира. — М. : Дрофа, 2008. — 495 с. — ISBN 978-5-358-05275-8.
- (рос.) Максаковский В. П. Географическая картина мира. Книга II: Региональная характеристика мира. — М. : Дрофа, 2009. — 480 с. — ISBN 978-5-358-06280-1.
- (рос.) Гренландия // Поспелов Е. М. Топонимический словарь. — М. : АСТ, 2005. — 229 с. — ISBN 5-17-016407-6.
- (рос.) Сандерсон И. Северная Америка. — М. : Прогресс, 1979. — 304 с. — (Континенты, на которых мы живем)
- (рос.) География / под ред. проф. А. П. Горкина. — М. : Росмэн-Пресс, 2006. — 624 с. — (Современная иллюстрированная энциклопедия) — ISBN 5-353-02443-5.
- (рос.) Физико-географический атлас мира. — М. : Академия наук СССР и ГУГК СССР, 1964. — 298 с.
- (рос.) Энциклопедия стран мира / глав. ред. Н. А. Симония. — М. : НПО «Экономика» РАН, отделение общественных наук, 2004. — 1319 с. — ISBN 5-282-02318-0.